# Oildale (Leave Me Alone)
Oildale (Leave Me Alone) – singiel zespołu Korn pochodzący z albumu Korn III – Remember Who You Are. Singiel został wydany 4 maja 2010 roku.Nakręcono do niego teledysk, którego premiera odbyła się 31 maja. Klip był kręcony w rodzinnym mieście zespołu w Bakersfield oraz rzeczonym Oildale. Fabuła została oparta na historii dorastającego nastolatka - głównego bohatera, który próbuje uciec z miasteczka od swojego pełnego problemów życia.
Reżyserem jest Phil Mucci.

## Pozycje na listach
| Lista przebojów (2010)         | Najwyższa pozycja |
| ------------------------------ | ----------------- |
| US Billboard Rock Songs        | 26                |
| US Billboard Alternative Songs | 29                |

## Twórcy
- Jonathan "Hiv" Davis – śpiew
- James "Munky" Shaffer – gitara
- Reginald "Fieldy" Arvizu – gitara basowa
- Ray Luzier – perkusja